# كريس إليسون
كريس إليسون (بالإنجليزية: Christopher Ellison)‏ هو ممثل بريطاني، ولد في 16 ديسمبر 1946 بلندن في المملكة المتحدة.

## أعمال

### مسلسلات
- ذا بيل

## وصلات خارجية
- كريس إليسون على موقع IMDb (الإنجليزية)
- كريس إليسون على موقع ميوزك برينز (الإنجليزية)
- كريس إليسون على موقع قاعدة بيانات الفيلم (الإنجليزية)